# Спартак (стадион, Туймазы)
«Спартак», «Олимпиец» — стадион и спортивно-оздоровительный комплекс в городе Туймазы Республики Башкортостан. Расположен рядом с «Туймазы-Арена».

## Описание
Спортивно-оздоровительный комплекс был открыт в 1980 году в качестве дома физической культуры Башкирского областного совета спортивного общества «Спартак». В 1992 году получил название «Олимпиец». В комплексе имеются бассейн, спортивный зал, 2 футбольных поля (с трибунами на 10 тыс. мест) и пр. В комплексе состоялись: чемпионат РСФСР по акробатике (1989), несколько чемпионатов России среди инвалидов (в 1993 и 2004 гг.), чемпионаты России среди клубов по кикбоксингу (в 2009―2013 гг.), а также иные спортивные мероприятия.